# Мавес
Мавес — ныне вымерший папуасский язык, на котором говорили внутри западного берега реки Бури, юго-восточнее города Сарми, на северо-восточной прибрежной территории, также в деревнях Мавес-Врес, Мавес-Даи, Мавес-Мукти района Бонгго округа Сарми провинции Папуа в Индонезии.